# جاي فرد ماكدونالد
جاي فرد ماكدونالد (بالإنجليزية: J. Fred Macdonald)‏ هو مؤرخ أمريكي، ولد في 14 مارس 1941 في New Waterford, Nova Scotia ‏ في كندا، وتوفي في 9 أبريل 2015 في لوس أنجلوس في الولايات المتحدة.